# District de Kaithal
Le district de Kaithal (hindi : कैथल जिला)  est un district  de l'état de l'Haryana  en Inde.

## Description
Au recensement de 2011, sa population compte 1 074 304 habitants pour une superficie de 2 317 km2.
Son chef-lieu est la ville de Kaithal. 